# Your Choice
Your Choice – ósmy koreański minialbum południowokoreańskiej grupy Seventeen, wydany 18 czerwca 2021 roku przez Pledis Entertainment. Płytę promował singel „Ready to Love”.
Minialbum sprzedał się w nakładzie 1 465 781 egzemplarzy w Korei Południowej (stan na lipiec 2021). Zdobył certyfikat Million w kategorii albumów.

## Lista utworów
| CD | CD | CD                                                              | CD                                                                                  | CD                               | CD      |
| Nr | Tytuł utworu | Tekst                                                           | Kompozycja                                                                          | Aranżacja                        | Długość |
| -- | --- | --------------------------------------------------------------- | ----------------------------------------------------------------------------------- | -------------------------------- | ------- |
| 1. | „Heaven's Cloud” | Woozi, Bumzu, S.Coups, Mingyu                                   | Woozi, Bumzu, Nmore (Prismfilter)                                                   | Bumzu, Nmore (Prismfilter)       | 3:52    |
| 2. | „Ready to Love” | Woozi, Bumzu, S.Coups, Mingyu, danke, "hitman" bang, Kyler Niko | Woozi, Bumzu, "hitman" bang, Wonderkid, Kyler Niko, Christoffer Semelius, H.Kenneth | Bumzu, "hitman" bang, Wonderkid  | 3:06    |
| 3. | „Anyone” | WooziBumzu, S.Coups                                             | Woozi, Bumzu                                                                        | Bumzu, Ohway! (Prismfilter)      | 2:56    |
| 4. | „Gam3 Bo1” (wyk. Hiphop Unit) | Bumzu, S.Coups, Wonwoo, Mingyu, Vernon, Woozi                   | Bumz, uNiera (Prismfilter), Vernon                                                  | Bumzu, Niera (Prismfilter)       | 3:09    |
| 5. | „Wave” (wyk. Performance Unit) | Woozi, Bumzu, Hoshi, Jun, The8, Dino                            | Woozi, Bumzu, Anchor (Prismfilter)                                                  | Bumzu, Anchor (Prismfilter)      | 3:04    |
| 6. | „Gat-eun kkum, gat-eun mam, gat-eun bam” (kor. 같은 꿈, 같은 맘, 같은 밤, ang. Same Dream, Same Mind, Same Night) (wyk. Vocal Unit) | Woozi, Bumzu                                                    | Woozi, Bumzu, Park Ki-tae (Prismfilter)                                             | Park Ki-tae (Prismfilter), Bumzu | 4:07    |

## Notowania
| Lista                      | Pozycja |
| -------------------------- | ------- |
| Gaon Weekly Album Chart    | 1       |
| Oricon Weekly Album Chart  | 2       |
| Billboard Japan Hot Albums | 2       |
| Five Music (Tajwan)        | 1       |
| Billboard 200              | 15      |
| Billboard World Albums     | 1       |
| Polska (ZPAV)              | 46      |

## Nagrody w programach muzycznych
| Program               | Data            | Źródło |
| --------------------- | --------------- | ------ |
| Music Bank (KBS2)     | 25 czerwca 2021 | [ 11 ] |
| Music Bank (KBS2)     | 2 lipca 2021    | [ 12 ] |
| Show Champion (MBC M) | 30 czerwca 2021 | [ 13 ] |
| M Countdown (Mnet)    | 1 lipca 2021    | [ 14 ] |